# Анте Каталініч
Анте Каталініч (італ. Ante Katalinić, 11 лютого 1895 — 31 жовтня 1981) — італійський академічний веслувальник.
Бронзовий призер Олімпійських Ігор 1924 року в складі вісімки.
Срібний призер Чемпіонату Європи 1922 року в складі вісімки.